# The Southern Way
The Southern Way é um EP de UGK, que foi lançado somente no formato de cassete em 1988. O Lado A é titulado "Short Side" e o Lado B é titulado "Texas Side".

## Lista de faixas
1. "Cocaine in the Back of the Ride"
2. "Short Texas"
3. "Tell Me Something Good"
4. "Trill Ass Nigga"
5. "976-BUN-B"
6. "Use Me Up"
7. "Tell Me Something Good" (Radio)